# Dark Moor
Dark Moor és una banda espanyola de power metall simfònic/metall neoclàssic fundada a Madrid en 1993 per Enrik García.

## Discografia

### Àlbums
- Shadowland (1999)
- The Hall Of The Olden Dreams (2000)
- The Gates Of Oblivion (2002)
- Dark Moor (2003)
- Beyond The Sea (2005)
- Tarot (2007)
- Autumnal (2009)
- Ancestral Romanç (2010)
- Ars Musica (2013)
- Project X (2015)
- Origins (2018)

### Donem i EP
- Tales Of The Dark Moor DEMO (1996)
- Dreams of Madness DEMO (1998)
- Flying DEMO (1999)
- The Fall Of Melnibone EP (2001)
- Between Light And Darkness EP (2003)

### Senzills i Videografia
- The Fall of Melnibone (2001)
- From Hell (2003)
- Before The Duel (2005)
- The Chariot (2007)
- Wheel Of Fortune (2007)
- On The Hill Of Dreams (2009)
- Love From The Stone (2010)
- The Road Again (2013)
- Gabriel (2015)